# 長老制
長老制（ちょうろうせい）はキリスト教の教会政治の分類の1つであり、教役者と一般信徒から選ばれた一定数の長老（presbyterまたはelder）による合議（長老会）によって個々の教会の運営を行う制度のこと。長老制をとる教派は、地域ごとの重層的な教会組織を持ち、より上位の教会に代表者（長老）を選出し、さらに全体の運営方針を定める。合議によって運営を決める点は会衆派に似ているが、長老派は明確に教役者と長老に権威を認める。しばしば間接民主主義や代議制と説明される。
歴史的にはカルヴァン派から生まれ、16世紀の宗教改革においてはプロテスタントの主流派であった。彼らの神学的理解としては初代教会も長老制であったとする。改革派教会と長老派教会が該当する。

## 各個教会（小会）での長老制 The Session
教会員の互選による信徒代議員「治会長老」と牧師・伝道師である「宣教長老」からなる長老会議が教会内の指導・運営にあたる制度。この各個教会内の長老会議を「小会」という。新約聖書時代の長老会議は小会に近い働きをしていたと見られている。
　

## 複数教会レベル（中会）での長老制 The Presbytery
その地域の複数教会の長老による地域長老会議を、中会という。この中会をこそ教会権能を担う中心的議決機関として重んじる、全体教会を認める教会理解が長老制の特徴といえる。　

## 他の制度との比較
理解の為に世俗の政治制度と対比するなら、
・第2バチカン公会議以前のカトリックやイングランド国教会（聖公会）の聖職者位階制に代表される監督制は中央集権的官僚制、
・会衆派教会（独立派）・バプテスト教会・クエーカーなどの会衆制は直接制民主主義、
・改革教会の長老制は議会制民主主義に準える事ができる。